# Boris Reichel
Boris Reichel (* 14. Oktober 1975) ist ein ehemaliger deutscher Badmintonspieler und heutiger Nationaltrainer sowie Turnierdirektor der German Open. Er ist mit Badmintonspielerin Petra Overzier verheiratet.

## Karriere
Boris Reichel gewann von 1998 bis 2002 sechs Medaillen bei deutschen Einzelmeisterschaften, wobei er im letztgenannten Jahr mit Rang zwei seine beste Platzierung erkämpfen konnte. 1999 nahm er an den Weltmeisterschaften teil.
2012 konnte er, als Doppelnationaltrainer der deutschen Damennationalmannschaft, die Goldmedaille bei der Mannschaftseuropameisterschaft erringen.

## Sportliche Erfolge
| Saison    | Veranstaltung                        | Disziplin    | Platz | Name                                                                             |
| --------- | ------------------------------------ | ------------ | ----- | -------------------------------------------------------------------------------- |
| 1989/1990 | Deutsche Einzelmeisterschaft U14     | Herrendoppel | 2     | Boris Reichel / Oliver Rakers (TuS Gildehaus)                                    |
| 1991/1992 | Deutsche Einzelmeisterschaft U16     | Herreneinzel | 1     | Boris Reichel (TuS Gildehaus 1906)                                               |
| 1992/1993 | Deutsche Einzelmeisterschaft U18     | Mixed        | 1     | Boris Reichel / Viola Rathgeber (TuS Gildehaus 1906 / SC Siemensstadt Berlin)    |
| 1993/1994 | Deutsche Einzelmeisterschaft U18     | Mixed        | 1     | Boris Reichel / Viola Rathgeber (TuS Gildehaus 1906 / SC Siemensstadt Berlin)    |
| 1993/1994 | Deutsche Einzelmeisterschaft U18     | Herrendoppel | 2     | Boris Reichel / Kai Thomas (TuS Gildehaus)                                       |
| 1994/1995 | Deutsche Einzelmeisterschaft U22     | Herrendoppel | 1     | Boris Reichel / Björn Zeysing (TuS Gildehaus 1906 / SV / MTV Winsen)             |
| 1996/1997 | Deutsche Hochschulmeisterschaften    | Herreneinzel | 1     | Boris Reichel (DSHS Köln)                                                        |
| 1996/1997 | Deutsche Hochschulmeisterschaften    | Herrendoppel | 1     | Marc Hannes / Boris Reichel (DSHS Köln)                                          |
| 1996/1997 | Deutsche Einzelmeisterschaft U22     | Herrendoppel | 2     | Marc Hannes (Bottroper BG) / Boris Reichel (TuS Gildehaus)                       |
| 1997/1998 | Deutsche Einzelmeisterschaft         | Mixed        | 3     | Boris Reichel (TuS Gildehaus) / Sandra Beißel (FC Langenfeld)                    |
| 1998      | Weltmeisterschaften der Studenten    | Mixed        | 3     | Boris Reichel / Anja Weber                                                       |
| 1998      | Weltmeisterschaften der Studenten    | Herrendoppel | 2     | Michael Helber / Boris Reichel                                                   |
| 1998/1999 | Deutsche Hochschulmeisterschaften    | Mixed        | 1     | Boris Reichel / Anja Weber (DSHS Köln / HU Berlin)                               |
| 1999      | Weltmeisterschaft                    | Herrendoppel | 33    | Boris Reichel / Joachim Tesche                                                   |
| 1999      | Weltmeisterschaft                    | Mixed        | 33    | Boris Reichel / Nicol Pitro                                                      |
| 1999/2000 | Deutsche Hochschulmeisterschaften    | Mixed        | 1     | Boris Reichel / Anja Weber (DSHS Köln / HU Berlin)                               |
| 1999/2000 | Deutsche Einzelmeisterschaft         | Herrendoppel | 3     | Stephan Kuhl / Boris Reichel (SC Bayer 05 Uerdingen)                             |
| 1999/2000 | Deutsche Einzelmeisterschaft         | Mixed        | 3     | Boris Reichel (SC Bayer 05 Uerdingen) / Sandra Beißel (Remscheid)                |
| 2000/2001 | Deutsche Einzelmeisterschaft         | Herrendoppel | 3     | Sebastian Ottrembka / Boris Reichel (TuS Wiebelskirchen / SC Bayer 05 Uerdingen) |
| 2000/2001 | Deutsche Einzelmeisterschaft         | Mixed        | 3     | Boris Reichel / Birgit Overzier (SC Bayer 05 Uerdingen / TTC Brauweiler)         |
| 2000/2001 | Niedersächsische Einzelmeisterschaft | Mixed        | 1     | Boris Reichel / Birgit Overzier (TuS Gildehaus)                                  |
| 2000/2001 | Niedersächsische Einzelmeisterschaft | Herrendoppel | 1     | Boris Reichel / Matthias Krawietz (TuS Gildehaus)                                |
| 2000/2001 | Deutsche Hochschulmeisterschaften    | Mixed        | 1     | Boris Reichel / Anja Weber (DSHS Köln / HU Berlin)                               |
| 2001/2002 | Deutsche Einzelmeisterschaft         | Mixed        | 2     | Boris Reichel / Birgit Overzier (TuS Gildehaus / TTC Brauweiler)                 |
| 2002/2003 | Niedersächsische Einzelmeisterschaft | Mixed        | 1     | Boris Reichel / Karen Neumann (Delmenhorster FC / VfL Maschen)                   |
| 2003/2004 | Deutsche Hochschulmeisterschaften    | Mixed        | 1     | Boris Reichel / Anja Weber (Deutsche Sporthochschule Köln / HU Berlin)           |